# Gmina Vig-Mnelë
Gmina Vig-Mnelë (alb. Komuna Vig-Mnelë) – gmina położona w północno-zachodniej części Albanii. Administracyjnie należy do okręgu Szkodra w obwodzie Szkodra. Jej powierzchnia wynosi 7315 ha. W 2012 roku populacja wynosiła 2820 mieszkańców. 
W skład gminy wchodzi trzy miejscowości: Mnele e Madhe, Mnele e Vogel, Vi.